# MOS Technology SID

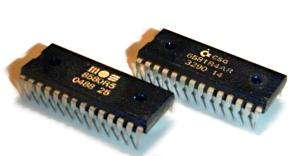
Микросхемы SID фирмы MOS Technology: Справа — микросхема 6581 производства MOS Technology, в то время называвшейся Commodore Semiconductor Group (CSG). Слева — микросхема 8580 той же фирмы. Числа 0488 и 3290 представляют дату выпуска в форме ННГГ (Неделя, Год), то есть микросхемы были произведены в 4-ю неделю 1988 года и в 32-ю неделю 1990 года соответственно. Последнее число, возможно, означает номер партии.

MOS Technology 6581/8580 SID (сокр. от англ. Sound Interface Device) — электронный компонент, микросхема, выполняющая функцию программируемого звукогенератора, использовавшаяся в бытовых компьютерах фирмы Commodore International — CBM-II, Commodore 64, и Commodore 128. Она была одной из первых микросхем подобного типа, предназначенных для использования в бытовых компьютерах, до появления у них возможностей воспроизведения цифрового звука.
Вместе с микросхемой видеоконтроллера VIC-II SID стала тем компонентом, который сделал C64 самым продаваемым бытовым 8-разрядным компьютером в истории, а также, в какой-то степени, повлияла на возникновение явления, называемого демосцена.
На микросхему SID выдан американский патент № 4 677 890, заявка была подана 27 февраля 1983 года, и принята 7 июля 1987 года. Срок действия патента истёк 7 июля 2004 года.

## Разработка
Микросхема SID была разработана инженером Робертом Яннесом, впоследствии основавшим компанию Ensoniq, производящую цифровые синтезаторы. Яннес возглавил группу разработчиков, включающую, помимо него, двух техников и оператора САПР Applicon (в настоящее время — собственность UGS Corporation), которая провела весь процесс разработки за пять месяцев, в течение второй половины 1981 года. Яннес уже имел опыт работы в области проектирования синтезаторов звука, и не был доволен возможностями существовавших на тот момент компьютерных средств генерации звука. Он хотел получить качественный синтез музыкальных инструментов, что стало причиной реализации в SID таких возможностей, как программируемая огибающая ADSR, ранее не использовавшаяся в микросхемах подобного типа для бытовых компьютеров.
Я считал, что микросхемы генерации звука, представленные на рынке, включая те, что использовались Atari в их компьютерах, были примитивными и, видимо, сконструированными людьми, ничего не знающими о музыке.
Роберт Яннес. On the Edge: The Spectacular Rise and Fall of Commodore
Во время разработки особое внимание уделялось точности управления частотой генерируемого звука, и SID изначально должна была иметь 32 независимых голоса с одним общим генератором частоты. Однако эта возможность не была реализована из-за нехватки времени. Вместо одного общего генератора, который работал, но не был закончен, на кристалле было размещено три его копии, что позволило реализовать три независимых голоса, каждый со своим собственный генератором. Другая возможность, не вошедшая в окончательный вариант из-за нехватки места на кристалле — таблица определённых заранее частот, соответствующих музыкальным нотам. Поддержку ввода звука Яннес реализовал по собственной инициативе, однако она практически не использовалась в компьютере. Изделие производилось по 7-микронной технологии, чтобы увеличить процент выхода работоспособных кристаллов — пиком прогресса в то время была 6-микронная технология.
Микросхема SID, как и Commodore 64, первый компьютер, в котором она применялась, была закончена к началу Consumer Electronics Show — выставки, проходившей в первые выходные января 1982 года. Несмотря на то, что Яннес не был полностью удовлетворён достигнутым результатом, его коллега Чарльз Уинтебл сказал: «Эта штука в десять раз лучше всего, что есть у других, и в двадцать раз лучше, чем требовалось».
При разработке микросхемы не использовалось заранее сформулированное техническое задание. Наоборот, оно формировалось в процессе разработки, и не все запланированные возможности были реализованы в конечном изделии. Яннес утверждает, что у него был список планируемых возможностей, из которых только три четверти были в итоге реализованы. Это объясняет, почему техническая документация на первую версию микросхемы (6581) не полностью соответствовала действительности. Более поздняя версия (8580) была приведена в соответствие с документацией. Например, 8580 может выполнять логическое И над двумя формами генерируемого сигнала, чего не позволяла делать 6581. Другая функция, работа которой различается в двух версиях микросхемы — фильтр: в 6581 его работа сильно отличалась от описанной в технической документации.

## Характеристики
- Три независимых, раздельно программируемых генератора частоты (диапазон в 8 октав, приблизительно 16—4000 Гц).
- Четыре различных формы сигнала для каждого генератора (пилообразная, треугольная, прямоугольная, и шум).
- Один многорежимный фильтр, имеющий выходы низких, средних и высоких частот с разделением 6 децибел на октаву для средних частот, и 12 децибел на октаву для низких и высоких частот. Различные режимы фильтра иногда использовались совместно для создания дополнительных тембров, например, с помощью режекторного фильтра.
- Три раздельных ADSR-огибающих, по одной на каждый генератор.
- Три кольцевых модулятора.
- Синхронизатор генераторов.
- Два 8-разрядных АЦП. Обычно использовались для опроса аналоговых игровых контроллеров типа paddle, впоследствии также применялись для подключения манипулятора типа «мышь».
- Внешний аудиовход (для смешивания генерируемого звука с внешними источниками).
- Генератор случайных чисел и модуляции.

## Технические подробности

Назначение выводов микросхемы 6581

SID является микросхемой смешанного типа и содержит как цифровую, так и аналоговую части. Основная его часть и управляющие порты — цифровые, однако выход аналоговый. SID реализует трёхголосый синтез звука, каждый голос может использовать одну из четырёх форм сигнала: прямоугольную (с изменяемой скважностью), треугольную, пилообразную, и псевдослучайную (но не белый шум). Каждый голос может также модулироваться с помощью кольцевого модулятора одним из других голосов, что позволяет расширить частотный спектр генерируемого сигнала. Кольцевой модулятор, фильтр, и быстрое программное переключение между различными формами сигнала создают характерное, узнаваемое звучание SID.
Каждый голос может быть пропущен через общий аналоговый фильтр (реализованный с использованием внешних конденсаторов), с программно управляемой частотой среза и резонанса. Внешний источник звука также может быть пропущен через фильтр.
Версия микросхемы 6581 имела ошибку, из-за которой при изменении громкости канала возникал небольшой щелчок. Как оказалось, эта ошибка могла быть полезна для реализации четвёртого псевдо-голоса, которым можно было имитировать звуки перкуссии и воспроизводить цифровой звук, например короткие речевые или музыкальные вставки (Commodore 64 не имел достаточного количества памяти для хранения оцифрованных звуков большой длительности). Эта ошибка была частично исправлена в версии микросхемы 8580, использовавшейся в Commodore 64C и Commodore 128. Это исправление привело к очень тихому звучанию оцифрованных звуков. Однако модификация схемы компьютера позволяла восстановить оригинальный уровень громкости.
Помимо исправления ошибок, между версиями 6581 и 8580 существует несколько различий. Оригинальная версия, 6581, производилась по КМОП-технологии, требующей для работы микросхемы 12-вольтового питания. Версия 8580 производилась по технологии КМОП-2, которая требует пониженного напряжения питания (9 вольт), а также уменьшает тепловыделение при работе. По этой причине версия 8580 более надёжна, чем 6581. Дополнительно в 8580 было реализовано лучшее разделение между аналоговой и цифровой частями схемы, за счёт чего снизился уровень шума и искажений на аудиовыходе.
Также производилась КМОП-2 версия 6581, с обозначением 6582. Она никогда не использовалась в новых Commodore 64.
В оригинальной технической документации на SID упоминается, что различные формы сигнала могут быть использованы одновременно, что приводит к логическому вычитанию между ними. Однако только версия микросхемы 8580 действительно позволяет делать это — в версии 6581 некоторые сочетания форм сигнала приводят к полной тишине или почти неслышимому звучанию, в зависимости от партии микросхем. Работа фильтра в разных версиях микросхемы также различается, версия 8580 больше соответствует технической документации.
Несмотря на ряд перечисленных недостатков версии 6581, многие музыканты, создававшие музыку для SID, отдавали предпочтение именно ей. Основная причина в том, что фильтр 6581 создавал сильные искажения, что иногда использовалось для имитации таких инструментов, как перегруженный звук электрогитары. Также высокочастотная составляющая фильтра имела большую (на 3 децибела) громкость по сравнению с остальными составляющими, что делало звук более «басовым». Также нелинейность фильтра и выходных ЦАП, приводила к дополнительным искажениям звука, делающим его более «мягким» и «гладким».

### Версии

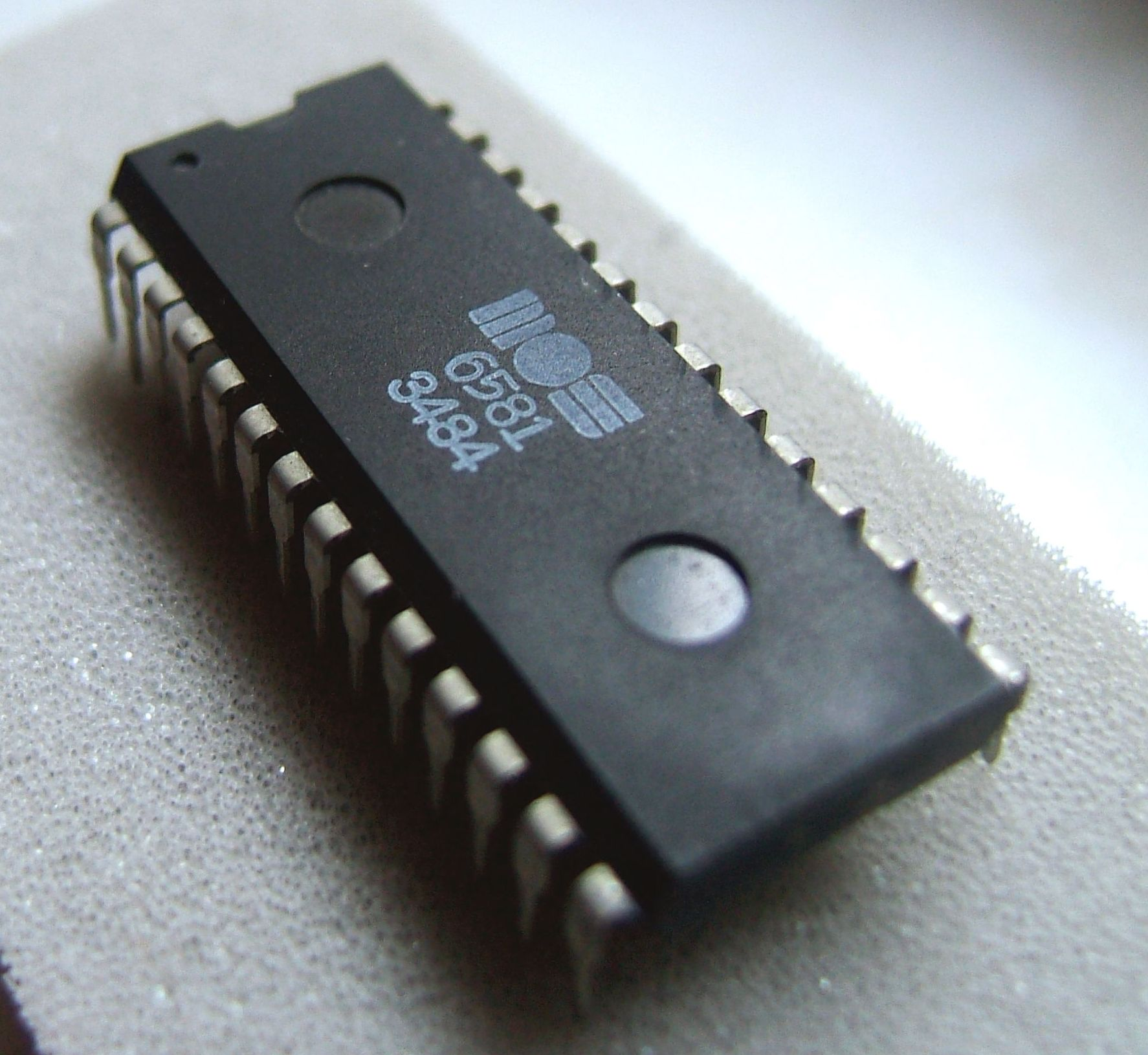
MOS 6581 R2, произведённая в конце августа 1984 года

Версия 6581 R1 никогда не поступала в продажу. Яннес сделал следующее высказывание: «Микросхема SID с самого начала получилась отличная, она звучала. Всё, что нам требовалось для её показа [на выставке 1982 года], заработало со второй попытки». Это, видимо, означает, что ревизия R1 была первой пробной партией микросхем, а R2 — вторым вариантом маски для кристалла, которая использовалась в последующем массовом производстве. На фотографиях прототипа C64, сделанных Чарльзом Уинтеблом, видна маркировка «MOS 6581 2082» (без R2, значит, это ревизия R1), что, видимо, означает, что пробная партия микросхем SID была произведена в 20-ю неделю 1982 года.
Список известных версий и ревизий микросхем SID:
- 6581 R2 — имеет обозначение «MOS» «6581» на корпусе микросхемы
- 6581 R3 — имеет обозначение «6581 R3» или «6581 CBM»
- 6581 R4 AR — имеет обозначение «6581 R4 AR»
- 6582 A — производился примерно в 1992 году
- 8580 R5 — производился с 1987 по 1992 год

Некоторые из микросхем имеют маркировку «CSG», которая расшифровывается как Commodore Semiconductor Group (а также логотип Commodore), вместо маркировки «MOS». Эти микросхемы могут иметь одинаковую дату выпуска, включая неделю, что означает, что принтеры, наносящие маркировку на корпус микросхемы, находились на разных конвейерах завода.

## Музыка и звуковые эффекты в играх
Commodore 64 имел низкую скорость загрузки данных с кассеты и дисковода, загрузка 64 килобайт данных в ОЗУ могла занимать несколько минут. Поэтому среди разработчиков игр распространилась практика использования так называемых «загрузчиков», которые сначала загружали и выводили на экран какое-либо изображение, и проигрывали музыку в процессе загрузки остальной части игры (иногда даже с мини-игрой или возможностью влиять на проигрываемую музыку). Возможно, именно из-за медленного процесса загрузки и отличного звучания микросхемы SID, композиторы, создававшие музыку для игр на Commodore, получили бо́льшую известность по сравнению с композиторами, работавшими для других игровых систем.
В число хорошо известных авторов музыки для SID входят Мартин Гэлвей (Martin Galway), известный своей работой над множеством играми, включая Wizball, и Роберт Хаббард (Rob Hubbard), известный по таким играм, как ACE 2, Delta, International Karate, IK+ и Monty on the Run. Также заслуживают упоминания Йерун Тель (Jeroen Tel) (игры Cybernoid и Myth), Тим Фоллин (Tim Follin) (игры Ghouls'n Ghosts, Bionic commando, Raw recruit, Gauntlet III, Agent X II) и Кристофер Хюльсбек (Chris Hülsbeck) (игры The Great Giana Sisters, Hollywood Poker Pro), музыкальная карьера которого началась с SID, и впоследствии продолжилась на других платформах.

## Современные разработки
- В 1997 году шведской компанией Elektron был выпущен электронный музыкальный инструмент SidStation, использующий в качестве синтезатора микросхему SID. Так как производство микросхемы SID было давно прекращено, Elektron скупила почти все оставшиеся на складах микросхемы. В 2004 году Elektron выпустила Monomachine, секвенсор с опциональной клавиатурой. Monomachine содержит несколько разных синтезаторов, включая один аналогичный микросхеме 6581 генератор, реализованный на основе цифрового сигнального процессора.
- В июне 1998 года Dag Lem реализовал программный эмулятор SID, называемый reSID. Он написан на языке C++, и распространяется с открытым исходным кодом, под лицензией GPL.
- В 1999 году была создана звуковая карта для IBM PC-совместимых компьютеров. Она могла содержать от одной до четырёх микросхем SID, и позволяла PC использовать их возможности напрямую, без программной эмуляции и воспроизведения эмулируемого звука через стандартную звуковую карту (например, SoundBlaster).
- В начале 2000-х годов появилось устройство CatWeasel от германской компании Individual Computers. Оно представляло собой карту расширения стандарта PCI для платформ IBM PC, Apple Macintosh, и Amiga. Основным её назначением было подключение старых типов дисководов, для чтения дискет от старых компьютеров; а также подключение джойстика. Помимо этого, присутствовала возможность установки в предусмотренный для этого разъём микросхемы SID, и последующего её использования для воспроизведения файлов, содержащих музыку для SID.
- MIDIbox SID — управляемый по протоколу MIDI синтезатор, который может содержать до четырёх микросхем SID. Устройство представляет собой открытый проект, с открытым исходным кодом, для микроконтроллера PIC. Управление синтезатором осуществляется как программно, так и через панель управления — с ручками, светодиодами, и прочими органами управления — которая может монтироваться в корпус Commodore 64 вместо штатной клавиатуры.
- Prophet 64 — серия нового программного обеспечения для Commodore 64, имитирующая старые синтезаторы и электронные ударные установки, такие как Roland TB-303. В составе ПО также присутствует вполне современный секвенсер, позволяющий создавать музыку для SID. Prophet 64 может синхронизироваться с MIDI-устройствами через внешний порт, посредством стандартного DIN Sync (SYNC 24).
- Parallel Port SID Interface — простая и дешёвая схема подключения микросхемы SID к IBM PC через порт принтера.
- SwinSID — программно-аппаратный эмулятор SID на одном микроконтроллере Atmel AVR и минимальном количестве дополнительных компонентов. Устройство может использоваться для замены оригинальной микросхемы, а также как проигрыватель музыки.
- V-SID 1.0 (рабочее название SID 6581D, 'D' означает «Digital», то есть цифровой) — начатый в 2005 году проект David Amoros. Это проект аппаратной эмуляции микросхемы SID на основе оригинальной документации и интервью с Робертом Яннессом. В качестве аппаратной основы используется ПЛИС Altera EP1C12 Cyclone, на отладочной плате ALTIUM. Эмулируются все особенности оригинальной микросхемы SID, исключая фильтр, который реализован в цифровом виде (IIR-фильтр, управляемый процессором).
- The PhoenixSID 65X81 — проект 2006 года, аналогичный V-SID. Его отличие заключается в том, что фильтр реализован на аналоговых элементах, вместо программной или цифровой аппаратной эмуляции.

## MOS 6581 в массовой культуре
В 2003 году известной шведской эмбиент-группой Carbon Based Lifeforms был выпущен альбом под названием «Hydroponic Garden». Одной из его центральных точек являлась композиция MOS 6581, в которой были использованы звуковые элементы и партии, полученные с помощью SID (вероятно, с помощью SidStation).
Шведская группа Machinae Supremacy, исполняющая тяжёлый металл, активно использует в своей музыке оригинальные звуки SID (с помощью SidStation). Сами участники группы определяют стиль своей музыки как SID Metal.
Немецкая синти-поп-группа Welle:Erdball практически в каждом своем альбоме использует Commodore 64, который вписан в состав как пятый член группы. Характерное звучание его чипа SID легко узнается в композициях немцев.
Также канадская группа Crystal Castles, которая определяет свой стиль, как Bitpop, во всех своих композициях активно использует SIDStation, за счёт чего и завоевала свою популярность.
Шведская группа In flames сделала кавер на свою песню Moonshield (c64 version).
Некоторые другие исполнители также применяли в своей музыке звуки SID, или их имитацию с помощью современных синтезаторов.

## Файловый формат SID
Существует специальный формат файлов, имеющий расширение .SID, и называемый по имени микросхемы — просто SID, или PSID. Он предназначен для хранения музыки, извлечённой из игр и других программ для Commodore 64. В таких файлах содержится оригинальный код проигрывателя для процессора 6502, и данные, содержащие музыку. Такие файлы могут воспроизводиться на IBM PC специальными проигрывателями (например, PlaySID или Sidplay) или плагином для программы WinAmp. Для воспроизведения звука может использоваться настоящая микросхема SID, подключённая одним из известных методов, или её программная эмуляция. Существует коллекция музыки с Commodore 64, называющаяся The High Voltage SID Collection. Она содержит более 60000 композиций, сохранённых в этом формате. SID-файлы имеют MIME-тип audio/prs.sid.
Формат файлов .SID не является оригинальным форматом, используемым на компьютерах Commodore 64 или Commodore 128. Он создан специально для прослушивания музыки на IBM PC-совместимых компьютерах и других современных платформах. Однако существуют программы, позволяющие воспроизводить такие файлы на оригинальных компьютерах Commodore.

### Музыкальные архивы
- Machinae Supremacy- Swedish «Sid Metal» band. They play originals and recreate C64 hits.
- Mini Melodies — немецкий коллектив использует C64 для создания и записи музыки
- SIDPLAY — свободнораспространяемый (freeware) проигрыватель файлов в формате SID (эмулятор процессора SID — «SID chip emulator»)
- HVSC — High Voltage SID Collection — огромная коллекция файлов в формате SID, которые могут быть скачаны в одном архиве и уже подготовлены для проигрывания через SIDPLAY
- C64 Music — Commodore 64 music in the real world & other related SID stories blog
- Press Play on Tape — Danish 'C64 revival' band
- Mr. Pacman — American band that performs C64 covers & re-workings; band member Silver Ghost uses a SX-64 as a bass synthesizer
- SLAY Radio — Radio with live DJs playing Remixes of C64 game and demo music
- remix.kwed.org — Remixes of C64 game music in MP3-format
- Remix64 — Online magazine and community centre for the C64 music remixing scene
- Sidstation by Elektron — Swedish company Elektron makes the Sidstation, a synthesizer using the C64 SID chip, with MIDI support and realtime tweaking
- Tree Wave — American band that creates original and sophisticated music and video using Commodore 64 machines and other 8-bit computers and peripherals, often for live performances.
- Welle:Erdball — German bitpop group who credit their beefed-up C64 as a band member
- Kawasaki Synthesizer & Rhythm Rocker Архивная копия от 5 мая 2007 на Wayback Machine — One of the first standalone(no additional hardware required other than C64/PC itself) music software ever written for personal computer history which became widely accepted and commercially successful. The page is provided by the author Ryo Kawasaki himself.
- Goto80 — потрясающая музыка, созданная с помощью Commodore 64